# هيلموت ايرهارت
هيلموت ايرهارت (بالألمانية: Helmut Ehrhardt) (و. 1927 – 2011 م) هو فيزيائي، وأستاذ جامعي من ألمانيا . ولد في دارمشتات .
توفي في كايسرسلاوترن ، عن عمر يناهز 84 عاماً.

## مناصب وهيئات
أدار جامعة كايزرسلاوترن للتكنولوجيا.

## جوائز
حصل على جوائز منها:
- نيشان الاستحقاق لراينلند بالاتينات
- صليب وسام الاستحقاق من جمهورية ألمانيا الاتحادية.